# مومودو باما
مومودو باما (توفي في 14 أغسطس 2013) والمعروف أيضًا باسم أبو سعد كان الرجل الثاني في قيادة جماعة بوكو حرام المتشددة. قبل وفاته في أغسطس 2013 قدمت الحكومة النيجيرية 155.000 دولار مكافأة للقبض عليه. كان مجال معرفته الرئيسي هو إدارة المدافع المضادة للطائرات. كان ابن أباتشا فلاتاري. قبل مقتله صادر الجيش النيجيري عدة عبوات ناسفة محلية الصنع بالإضافة إلى قذائف صاروخية.